# Football Club Domagnano
O Football Club Domagnano (conhecido somente por Domagnano) é um clube de futebol samarinês, cuja sede se localiza em Domagnano.

## História
Fundado em 1966, o Domagnano foi criado com o nome de Società Polisportiva Domagnano. É um dos clubes mais tradicionais da república mais antiga da Europa, tendo conquistado oito edições da Copa Titano.
A agremiação também conquistou por quatro vezes o Campeonato nacional (1988-89, 2001-02, 2002-03 e 2004-05). Jogou também as fases preliminares da Copa da UEFA (atual Liga Europa da UEFA), perdendo as 6 partidas que disputou - levou 22 gols e não marcou nenhum.

## Títulos
- 'Copa Titano: 8 (1972, 1988, 1990, 1992, 1996, 2001, 2002 e 2003)
- Campeonato Sanmarinense: 4  (1988-89, 2001-02, 2002-03 e 2004-05)
- Troféu Federal de San Marino: 1990, 2001 e 2004